# هیپومنس
هیپومنس (به یونانی: Ἰππομένης) در اسطوره‌های یونان پسر مگارئوس است.
برای ازدواج با آتالانته، با او در مسابقه دو شرکت کرد. به کمک سیب‌های زرین هسپریدس که از آفرودیته گرفته بود، توانست از آتالانته پیش افتد، مسابقه را ببرد و با وی ازدواج کند. اما به دلیل آن‌که فراموش کرد مراسم سپاس به درگاه آفرودیته به جا آورد، آفرودیته آن دو را به شیر تبدیل کرد که طبق اسطوره‌ها نمی‌توانند با جفت خود بیامیزند.